# Copa de Campeones de la Concacaf 1980
La Copa de Campeones de 1980 fue la decimosexta edición de la Copa de Campeones de la Concacaf, torneo de fútbol a nivel de clubes más importante de Norteamérica, Centroamérica y el Caribe. En la ronda final sólo participaron 3 equipos de 3 países diferentes. El torneo comenzó el 20 de mayo de 1980 y culminó el 12 de febrero de 1981.
La Universidad Nacional de México derrotó en el triangular final al Robinhood de Surinam y a Pumas de la UNAH de Honduras. Gracias a ello, disputó la Copa Interamericana 1980 frente a Nacional de Uruguay.

## Equipos participantes
En cursiva los equipos debutantes en el torneo.
| País                          | Equipo                                        |
| ----------------------------- | --------------------------------------------- |
| México · 2 cupos              | Club Universidad Nacional Deportivo Cruz Azul |
| Honduras 2 cupos              | Club Pumas de la UNAH CD Marathón             |
| Surinam 2 cupos               | SV Robinhood SV Transvaal                     |
| El Salvador · 2 cupos         | CD Águila CD Santiagueño                      |
| Antillas Neerlandesas 2 cupos | CRKSV Jong Colombia SU Brion Trappers         |
| Guatemala · 2 cupos           | CSD Comunicaciones CD Cobán Imperial          |
| Estados Unidos 2 cupos        | Sacramento Gold Brooklyn Dodgers              |
| Trinidad y Tobago 2 cupos     | Defence Force FC Police FC                    |
| Costa Rica · 2 cupos          | CS Herediano CS Cartaginés                    |
| Bermudas 1 cupo               | Hotels International FC                       |

## Zona Norteamericana

### Primera ronda
| Equipo Local Ida | Resultado | Equipo Visitante Ida | Ida   | Vuelta |
| ---------------- | --------- | -------------------- | ----- | ------ |
| Pumas UNAM       | 3 - 0     | Sacramento Gold      | 2 - 0 | 1 - 0  |
| Brooklyn Dodgers | 3 - 2     | Hotels International | 2 - 2 | 1 - 0  |

- El Sacramento Gold abandonó el torneo, UNAM avanza a la siguiente ronda.[1]

### Segunda ronda
| 10 de septiembre de 1980 | Cruz Azul                                                                           | 9:1 (1:0) | Brookyln Dodgers    | Estadio 10 de Diciembre, Ciudad Cooperativa |                                            |
|                          | Camacho 61', 62', 85', 87' · Astegiano 50', 78', 90' · Ramírez 13' · Mendizábal 75' |           | Montalto 81' (pen.) | Árbitro(s): Marco Antonio Gracias Regalado  | Árbitro(s): Marco Antonio Gracias Regalado |

| 13 de septiembre de 1980 | Brookyln Dodgers            | 2:3 (2:1) (Global 3:12) | Cruz Azul                                       | Giants Stadium, Nueva York |  |
|                          | Malignaggi 36' · Breton 41' |                         | Astegiano 26' · Jara Saguier 78' · Ceballos 80' |                            |  |

### Tercera ronda
| 6 de noviembre de 1980 | Pumas UNAM  | 1:0 (1:0) | Cruz Azul | Estadio Universitario, Ciudad de México |                                 |
|                        | Negrete 40' |           |           | Árbitro(s): Mario Rubio Vázquez         | Árbitro(s): Mario Rubio Vázquez |

| 13 de noviembre de 1980 | Cruz Azul | 1:3 (1:2) (Global 1:4) | Pumas UNAM                    | Estadio 10 de Diciembre, Ciudad Cooperativa |                               |
|                         | Trejo 24' |                        | Flores 22', 51' · Negrete 17' | Asistencia: 8000 espectadores               | Asistencia: 8000 espectadores |

## Zona Centroamericana

### Primera ronda

#### Pumas UNAH - Cobán Imperial
| 20 de mayo de 1980 | Cobán Imperial      | 2:1 | Pumas UNAH | Estadio José Ángel Rossi, Cobán |  |
|                    | Condomi · Mitrovich |     | Elvir      |                                 |  |

| 11 de junio de 1980 | Pumas UNAH | 1:0 (t. s.)(Global 2:2) | Cobán Imperial | Estadio Nacional, Tegucigalpa |  |
| | Soto       |                         |                |                               |  |
| El Cobán Imperial clasificó por medio de un lanzamiento de moneda, pero después del partido, se retiró del torneo y le cedió su lugar a Pumas UNAH |            |                         |                |                               |  |

#### Santiagueño - Cartaginés
| Equipo Local Ida | Resultado | Equipo Visitante Ida | Ida | Vuelta |
| ---------------- | --------- | -------------------- | --- | ------ |
| Santiagueño      | w/o       | Cartaginés           | -   | -      |

- La Concacaf descalificó al Cartaginés el 28 de mayo por no haberse presentado al primer partido.

#### Comunicaciones - Águila
| 4 de junio de 1980 | Comunicaciones    | 2:0 | Águila | Estadio Mateo Flores, Ciudad de Guatemala |  |
|                    | Sánchez · Wellman |     |        |                                           |  |

| 15 de junio de 1980 | Águila        | 2:3 (Global 2:5) | Comunicaciones    | Estadio Migueleño, San Miguel |  |
|                     | Desconocido/s |                  | Ramírez · Sánchez |                               |  |

#### Marathón - Herediano
| 19 de junio de 1980 | Marathón                        | 3:0 (1:0) | Herediano | Estadio Francisco Morazán, San Pedro Sula |                                 |
|                     | Bernárdez 37', 80' · Bailey 77' |           |           | Árbitro(s): Jorge Mario Ramírez           | Árbitro(s): Jorge Mario Ramírez |

| 25 de junio de 1980 | Herediano                                 | 3:1 (1:1) (Global 3:4) | Marathón  | Estadio Eladio Rosabal Cordero, Heredia |                                  |
|                     | Díaz 45' · Gómez 49' (pen.) · Camacho 90' |                        | Bailey 6' | Árbitro(s): Tomás Herrera García        | Árbitro(s): Tomás Herrera García |

### Segunda ronda
| 21 de septiembre de 1980 | Comunicaciones | 1:1 (0:0) | Marathón  | Estadio Mateo Flores, Ciudad de Guatemala |  |
|                          | Ramírez 75'    |           | Bueso 51' |                                           |  |

| 24 de septiembre de 1980 | Marathón                                | 4:0 (1:0) (Global 5:1) | Comunicaciones | Estadio Francisco Morazán, San Pedro Sula |  |
|                          | Bailey 48', 85' · Pavón 31' · Bueso 76' |                        |                |                                           |  |

| 24 de septiembre de 1980 | Santiagueño          | 2:2 | Pumas UNAH                | Estadio Cuscatlán, San Salvador |  |
|                          | Hernández · González |     | Bueso · Sambulá ?' (pen.) |                                 |  |

| 28 de septiembre de 1980 | Pumas UNAH                         | 3:1 (0:0; 1:1) (Global 5:3) | Santiagueño         | Estadio Nacional, Tegucigalpa |  |
|                          | Mario López 70', 119' · Bueso 114' |                             | González 75' (pen.) |                               |  |

### Tercera ronda
| 26 de noviembre de 1980 | Pumas UNAH | 1:0 | Marathón | Estadio Nacional, Tegucigalpa |  |
|                         | Tiburcio   |     |          |                               |  |

| 29 de noviembre de 1980 | Marathón | 0:0 (Global 0:1) | Pumas UNAH | Estadio Francisco Morazán, San Pedro Sula |  |

## Zona del Caribe

### Primera ronda
| Equipo Local Ida | Resultado | Equipo Visitante Ida | Ida   | Vuelta |
| ---------------- | --------- | -------------------- | ----- | ------ |
| SUBT             | 2 - 5     | Robinhood            | 2 - 1 | 0 - 4  |
| Transvaal        | 4 - 2     | Police Force         | 3 - 1 | 1 - 1  |

### Segunda ronda

#### Transvaal - Jong Colombia
| 2 de noviembre de 1980 | Jong Colombia | 0:1 | Transvaal | Estadio Willemstad, Willemstad |  |

| 16 de noviembre de 1980 | Transvaal                                       | 4:0 (Global 5:0) | Jong Colombia | Estadio Nacional, Paramaribo |  |
|                         | Letnom · Miller · Pinas · Montpellier ?' (pen.) |                  |               |                              |  |

#### Robinhood - Defence Force
| Equipo Local Ida | Resultado | Equipo Visitante Ida | Ida   | Vuelta |
| ---------------- | --------- | -------------------- | ----- | ------ |
| Robinhood        | 4 - 3     | Defence Force        | 2 - 1 | 2 - 2  |

### Tercera ronda
| Equipo Local Ida | Resultado | Equipo Visitante Ida | Ida   | Vuelta |
| ---------------- | --------- | -------------------- | ----- | ------ |
| Robinhood        | 1 - 0     | Transvaal            | 0 - 0 | 1 - 0  |

## Ronda final
Jugado en Tegucigalpa, Honduras.
- Pumas UNAM
- Pumas UNAH
- Robinhood

El título de la Concacaf se definió en formato de grupo jugando todos contra todos a un Triangular Final, el campeón fue el que consiguió la mayor cantidad de puntos.
| Equipo     | Pts. | PJ | PG | PE | PP | GF | GC | Dif. |
| ---------- | ---- | -- | -- | -- | -- | -- | -- | ---- |
| Pumas UNAM | 4    | 2  | 2  | 0  | 0  | 5  | 0  | +5   |
| Pumas UNAH | 1    | 2  | 0  | 1  | 1  | 1  | 3  | -2   |
| Robinhood  | 1    | 2  | 0  | 1  | 1  | 1  | 4  | -3   |

### Partidos
| 8 de febrero de 1981 | Pumas UNAM                      | 3:0 (1:0) | Robinhood | Estadio Nacional, Tegucigalpa |                             |
|                      | Sánchez 38', 85' · Ferretti 69' |           |           | Árbitro(s): Rolando Morazán   | Árbitro(s): Rolando Morazán |

| 10 de febrero de 1981 | Pumas UNAH | 1:1 (1:0) | Robinhood  | Estadio Nacional, Tegucigalpa |  |
|                       | Cruz 35'   |           | George 90' |                               |  |

| 12 de febrero de 1981 | Pumas UNAH | 0:2 (0:1) | Pumas UNAM                        | Estadio Nacional, Tegucigalpa |  |
|                       |            |           | Ferretti 43' · Sánchez 60' (pen.) |                               |  |

| Pumas UNAM Campeón 1.er título |